# 상인방

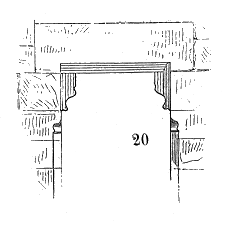
구조적 상인방

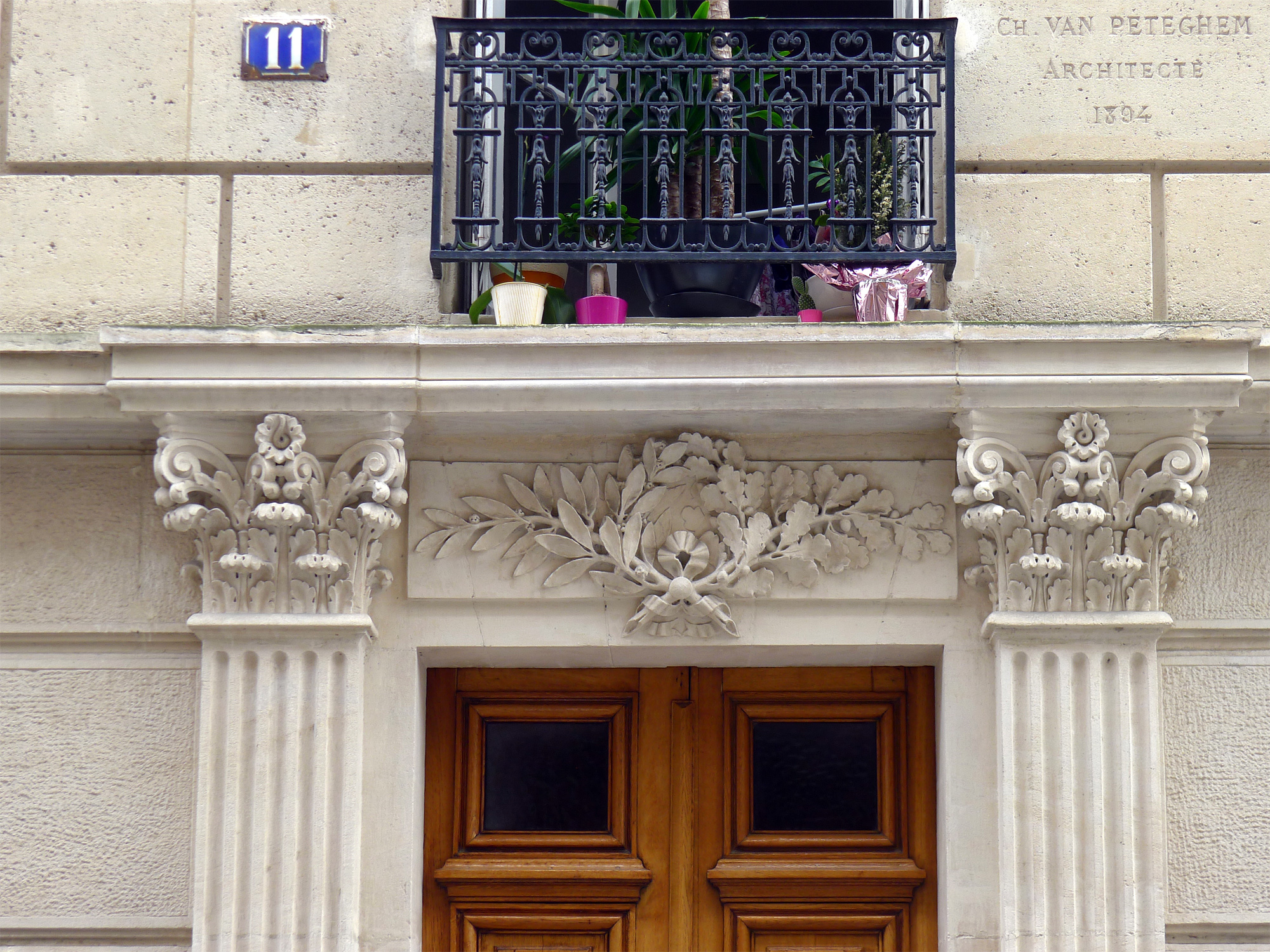
파리에 있는 어느 건축물 문 위의 상인방

상인방 또는 린텔(lintel, lintol이라고도 함)은 건축에서 포털, 문, 창, 벽난로와 같은 개구부를 덮는 일종의 보(수평 구조 요소)이다. 상인방은 장식적인 건축 요소로 활용되거나 구조적인 요소로 활용될 수도 있다. 상인방과 구조적으로 유사한 창문의 창틀은 상인방과 달리 벽의 완전성을 보장할 만큼 하중을 지지하기에는 무리가 있다. 현대의 상인방은 프리스트레스트 콘크리트를 사용하여 만들어지기도 하며, 빔 앤 블록(Beam and block) 슬래브에서는 빔, 리브 앤 블록(Rib-and-block) 슬래브에서는 리브라고도 한다. 이러한 프리스트레스트 콘크리트 상인방과 블록은 함께 포장되고 지지되어 서스팬드 콘크리트 슬래브를 형성하는 구성 요소로 사용될 수 있다.
아치는 곡선형 상인방 역할을 한다.

## 구조적 사용
전 세계 여러 시대와 많은 문화권의 건축에서 상인방은 기둥과 인방보(Post and lintel) 건축의 요소로 사용되어 왔으며 다양한 건축자재가 상인방에 사용되었다.
메리엄-웹스터에 따르면 고전적인 서양 건축 및 건설 방법에서 상인방(lintel)은 하중을 지지하는 부재이며 입구 위에 배치된다고 정의된다. 고전 건축에서 상인방을 아키트레이브라고 부르기도 하지만, 아키트레이브는 상인방 외에도 더 많은 구조를 의미하는 대체적이고 포괄적인 의미를 가지고 있다. 일반적으로 상인방은 문 또는 입구 위의 돌기둥이나 쌓아올린 돌기둥 위에 놓이는 구조적 요소이다.
상인방은 벽난로 위의 굴뚝을 지탱하는데도 사용되며 길이나 도로만큼 뻗어 돌로 된 상인방교(lintel bridge)를 형성하기도 한다.

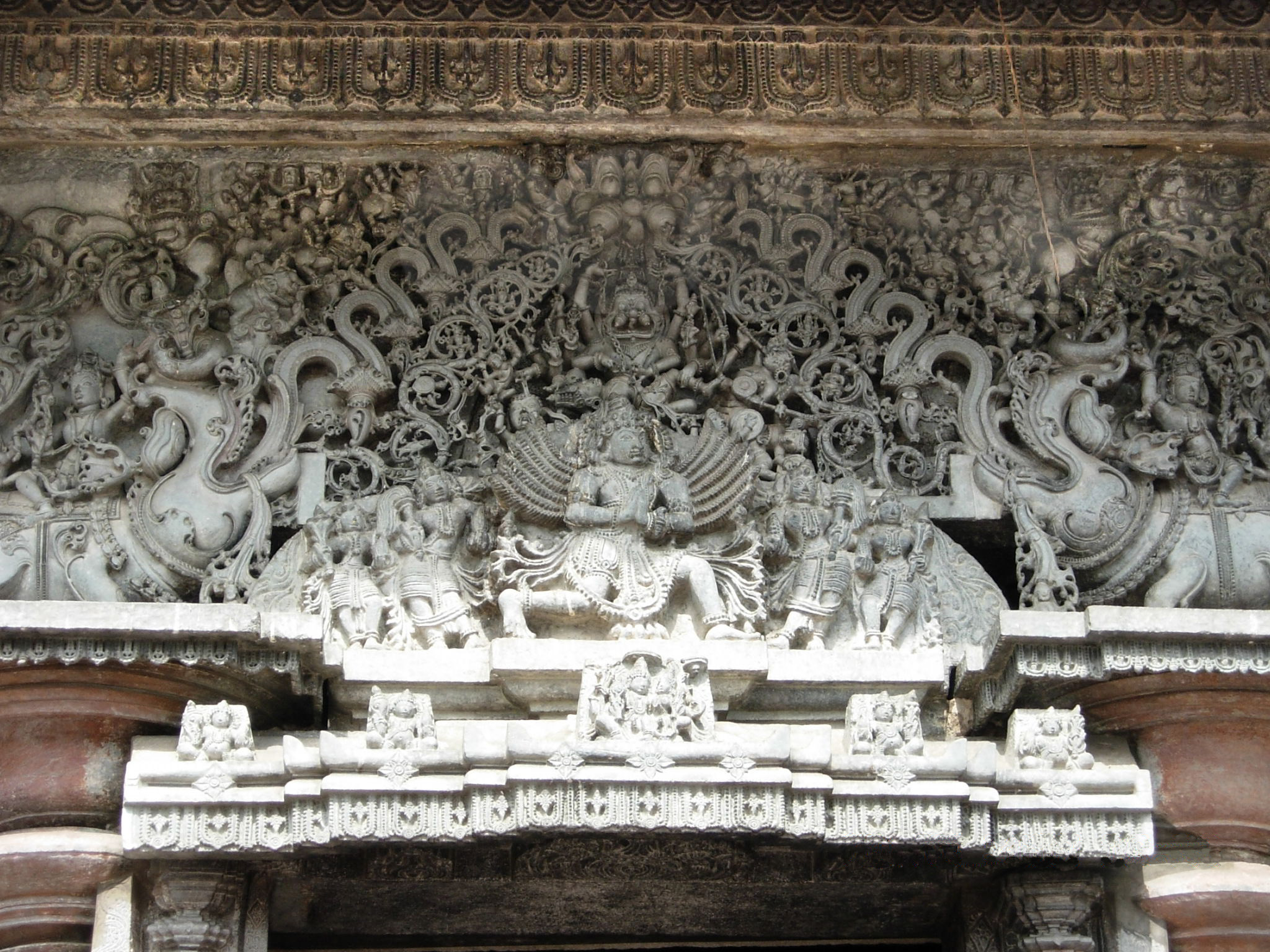
인도 남부의 호이살라 건축 전통에 따른 첸나케샤바 사원의 만다파 입구 위에 있는 장식 조각 린텔

## 장식적 사용

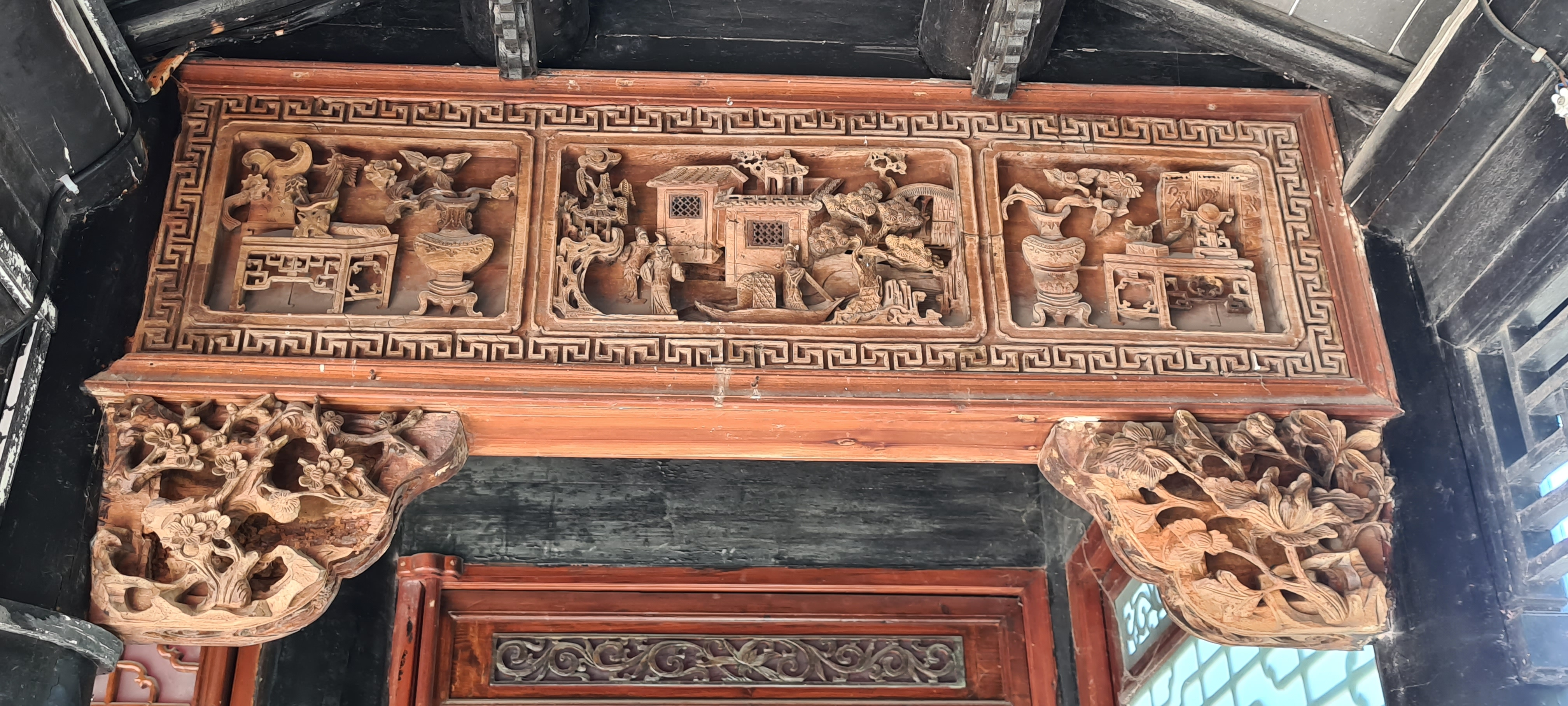
잔위안의 중국식 장식용 상인방

수세기 동안 대부분 문화권의 건축 전통과 양식에서 상인방은 구조적 기능 없이 포털의 장식적인 건축 요소로만 사용되어 왔다.
상인방을 장식적으로 사용한 사례로는 고대 이집트의 하이포스타일 홀과 수평 석비, 동굴에 있는 불교 사원의 인도 석조 건축물을 들 수 있다. 그 이전의 선사 시대와 그 이후의 인도 불교 사원은 개구부에 구조적 하중을 지탱하는 나무 상인방이 있는 목조 건물이었다. 바위를 깎아 만든 동굴 사원은 내구성이 더 뛰어나고, 하중을 지지하지 않는 조각된 석조 상인방은 고전적 불교 요소를 창의적으로 장식할 수 있게 해주었다. 고도로 숙련된 장인들은 거대한 암석에서 동굴 사원을 발굴할 때, 나무 구조물과 나무결의 미묘한 차이를 모사하여 나무의 외관을 모방할 수 있었다. 독립된 인도 건축물 사례 중, 11세기에서 14세기 사이의 호이살라 건축 전통은 인도 남부 데칸 고원 지역에서 정교하게 조각된 비구조적 석조 상인방을 많이 만들어냈다. 호이살라 제국 시대는 남인도 칸나디가 문화의 예술과 건축이 발전하는 데 중요한 시기였다. 오늘날에는 주로 힌두 사원의 만다파, 상인방, 그리고 첸나케샤바 사원과 같은 다른 건축 요소들로 기억되고 있다.
아메리카의 마야 문명은 정교한 예술과 기념비적인 건축물로 유명했다. 현재 멕시코 남부의 우수마신타 강에 있는 마야 도시 야슈칠란(Yaxchilan)은 구조용 석조 상인방 내부의 장식용 상인방 요소의 돌 조각으로 특화되었다. 가장 이른 시기에 조각된 상인방은 서기 723년에 만들어졌다. 야슈칠란 유적지에는 주요 구조물의 출입문에 걸쳐 장식 조각이 있는 58개의 상인방이 있다. 발굴된 최고의 마야 조각품 중에는 신이 왕의 장식을 축하하는 여왕의 이야기 장면이 담긴 세 개의 사원 문 상인방이 있다.

## 방사선 보호
또한, 의료 분야에서는 산란 방사선을 줄이는 데에도 린텔(Lintel)이라는 용어를 사용하기도 한다. 예를 들어, 고에너지에서 작동하는 의료용 선형 가속기는 활성화된 중성자를 생성하고, 이 중성자는 미로 처리 벙커 외부로 산란되며, 이때 산란되는 선량률은 미로 단면적에 따라 달라진다. 린텔은 시설 지붕에 보이거나 움푹 들어간 형태일 수 있으며, 미로 단면적을 줄여 공공장소에서 사용할 수 있는 용량 비율을 줄일 수 있다.

## 유형

### 장식
- 아탈부루(Atalburu) - 바스크의 장식 상인방
- 결혼석 - 장식용(구조용일 수 있음) 상인방

### 구조
- 아키트레이브 - 기둥 위에 놓인 구조적 상인방 또는 보
- 고인돌 - 구조적 석조 상인방이 있는 선사 시대의 거석 무덤
- 두공 - 중국의 전통 구조 요소
- 형강(I-beam) - 강철 상인방 및 보
- 기둥과 인방보